# Der Hessische Landbote

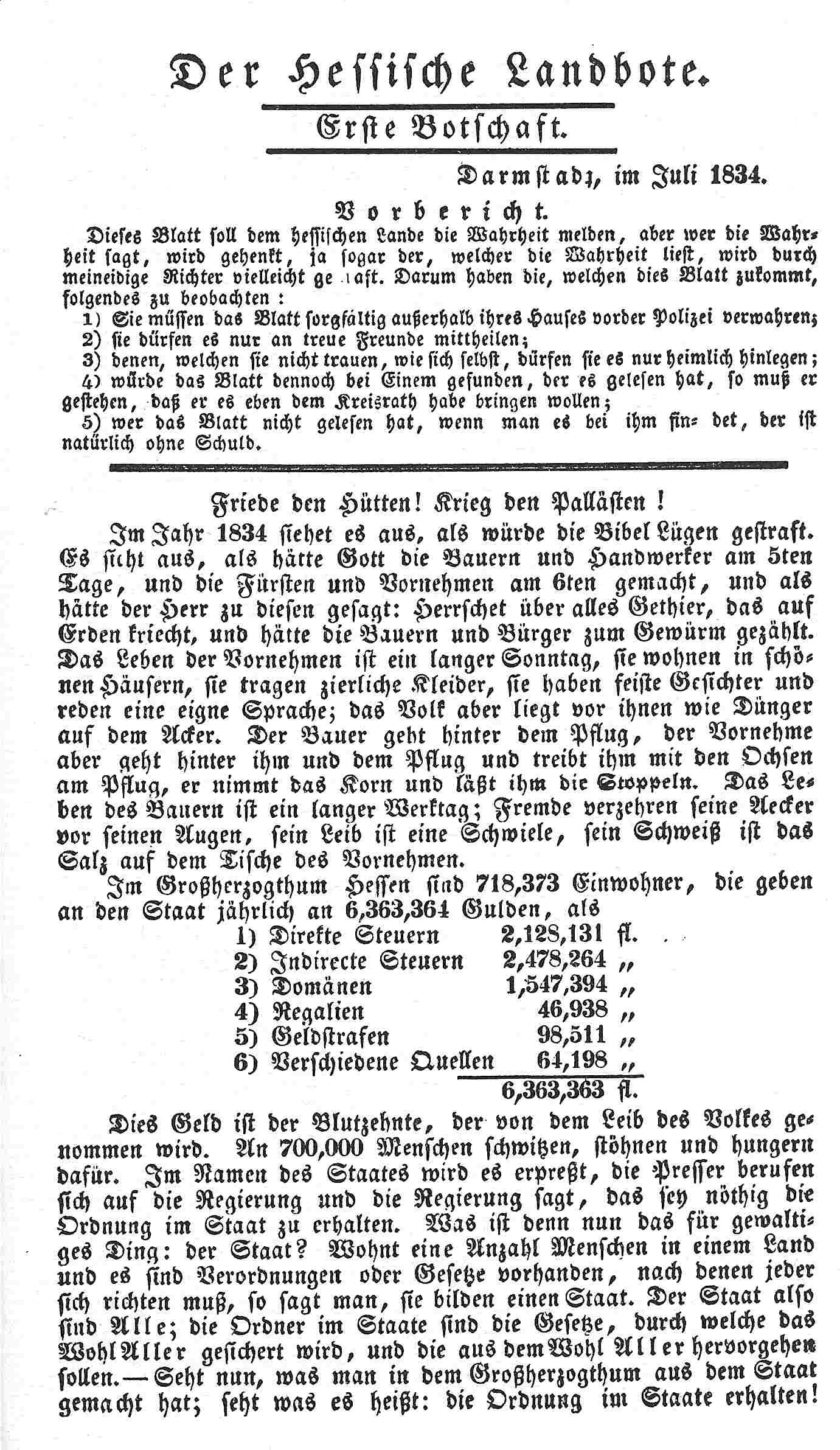
Erste Seite des „Hessischen Landboten – Erste Botschaft“

Der Hessische Landbote ist ein ursprünglich von dem Medizinstudenten Georg Büchner im Jahr 1834 verfasstes achtseitiges Pamphlet, das von dem Theologen Friedrich Ludwig Weidig ergänzt, überarbeitet und herausgegeben wurde. Es wandte sich gegen die sozialen Missstände der Zeit. Die ersten Exemplare der Flugschrift wurden nach dem 31. Juli 1834 heimlich im Großherzogtum Hessen-Darmstadt verteilt. Die Streitschrift ist bekannt für ihren Aufruf: „Friede den Hütten! Krieg den Palästen!“

## Inhalt
Die Flugschrift beginnt nach einem kurzen „Vorbericht“ (mit Verhaltensanweisungen an die Leser, wie sie den illegalen Text am besten handhaben) mit dem Aufruf: „Friede den Hütten! Krieg den Palästen!“, einem Wahlspruch der französischen Revolution.
Die Autoren vergleichen die gesellschaftlichen Zustände in Hessen jener Zeit mit einem (abgewandelten) Beispiel aus der Schöpfungsgeschichte der Bibel, indem sie provokativ fragen, ob – anders als in der Genesis berichtet – die „Bauern und Handwerker“ wohl am fünften statt am sechsten Tage geschaffen worden und demzufolge den Tieren zuzurechnen seien, die von den am sechsten Tage erschaffenen Menschen, „den Fürsten und Vornehmen“, beliebig beherrscht werden könnten. Außerdem prangern die Autoren die Justiz als „Hure der Fürsten“ an; sie sei „nur ein Mittel, euch in Ordnung zu halten, damit man euch besser schinde.“
Das Grundmotiv dieser Streitschrift, das sich als roter Faden durch den gesamten Text zieht, ist die Verbindung dieses biblischen Duktus mit der Auflistung von Zahlen über die (hohen) Steuereinnahmen und (sinnlosen) Ausgaben des Großherzogtums Hessen. So versuchten Büchner und Weidig das gläubige Volk von der Dringlichkeit einer Revolution und der Berechtigung eines Aufstandes gegen den Großherzog und die Staatsordnung – nach damaliger Auffassung „von Gottes Gnaden“ gegeben und damit unantastbar – zu überzeugen.

## Entstehung und Verbreitung der Flugschrift
Es wird vermutet, dass der Entwurf zur Flugschrift von Georg Büchner in der zweiten Märzhälfte 1834 auf der Gießener Badenburg verfasst und im Mai durch Friedrich Ludwig Weidig überarbeitet wurde. In der Zeit zwischen dem 5. und 9. Juli brachten Georg Büchner und ein Begleiter den überarbeiteten Text zur Druckerei in Offenbach am Main. Am 31. Juli holten Karl Minnigerode, Friedrich Jacob Schütz und Karl Zeuner die gedruckten Exemplare des Landboten in der Druckerei von Carl Preller in Offenbach ab, um sie zu verteilen. Ein Spitzel namens Johann Konrad Kuhl informierte die Polizei über die brisante Schrift. Bereits am nächsten Tag, dem 1. August, wurde Karl Minnigerode mit 139 in seinem Besitz befindlichen Exemplaren des Landboten verhaftet. Büchner warnte Schütz, Zeuner und Weidig vor polizeilichen Aktivitäten. Nichtkonfiszierte Exemplare wurden in der Folge weiterverbreitet.
Die Flugschrift, deren erste Druckfassung in Offenbach erstellt wurde, ist von Leopold Eichelberg ein weiteres Mal überarbeitet und im November in Marburg nachgedruckt worden. Bei den Überarbeitungen wurden teilweise ganze Passagen entfernt bzw. hinzugefügt. Vergleicht man beispielsweise die Fassungen vom Juli und November 1834 miteinander, fehlt in der Novemberfassung oben genannter Einleitungstext, und die Flugschrift beginnt direkt mit dem Aufruf „Friede den Hütten…“. Büchners Urtext ist nicht überliefert. Ausgangspunkt für Forschungen ist die zuerst von Weidig umgearbeitete Form. Berichten zufolge war Büchner außer sich über die von Weidig vorgenommenen Änderungen und nicht mehr bereit, den Text als seinen anzuerkennen. Dies lässt vermuten, dass die Änderungen relativ massiv waren. Insbesondere im zweiten Teil vermutet die Büchner-Forschung die meisten Eingriffe Weidigs, ohne dessen Hilfe die Flugschrift nicht hätte erscheinen können.
Die Auflagenhöhe der Flugschrift ist nicht bekannt. Die Marburger November-Ausgabe war in 400 Exemplaren gedruckt worden. Hauschild legt sich in seiner Büchner-Biographie fest, dass von beiden Ausgaben wohl rund 1150 Exemplare verbreitet wurden, was aber womöglich nur die Spitze des Eisbergs darstellen könnte.

## Folgen
Die angegriffene Obrigkeit reagierte heftig auf das Erscheinen der Flugschrift. Büchner wurde steckbrieflich gesucht, konnte aber 1835 über die französische Grenze nach Straßburg fliehen. Weidig, nach Zwangsversetzung mittlerweile Pfarrer in Ober-Gleen, wurde mit anderen Oppositionellen verhaftet. Zunächst wurde er in Friedberg, dann in Darmstadt inhaftiert. Dort wurde er unmenschlichen Haftbedingungen unterzogen, gefoltert und kam 1837 unter nie völlig geklärten Umständen ums Leben. Die offizielle Untersuchung stellte Suizid (durch Öffnung der Pulsadern) fest.
Ein 1975 von der Universität Heidelberg erstelltes rechtsmedizinisches Gutachten, das naturgemäß nur eine Neubewertung der beschriebenen Befunde sein konnte, bestätigte dies und verwies darauf, dass der Tod durch unterlassene Hilfeleistung mit herbeigeführt wurde. Fall und Tod des „Pfarrers Weidig“ wurden in den 1840er Jahren ein politisches Kampfmittel, insbesondere in liberalen Kampagnen gegen die sogenannte „geheime Inquisition“ und für Schwurgerichte. Dabei wurden auch Fremdeinwirkung bis hin zu Mordbehauptungen kolportiert, was weder bewiesen noch widerlegt werden kann. Sogenannte „Neuuntersuchungen“ entbehren der wesentlichen Grundlage, nämlich der Verfügbarkeit unabhängiger Quellen.

## Bewertung
Der Hessische Landbote ist als Revolutionsaufruf an die Landbevölkerung, sowohl gegen die adelige Oberschicht als auch (zumindest in Büchners Original) gegen das reiche, liberale Bürgertum zu verstehen, wobei Weidig später Büchners Begriff „die Reichen“ durch „die Vornehmen“ ersetzt haben soll, um gerade letztere Kritik abzuschwächen, die liberalen Bündnispartner nicht zu verprellen.
Historisch voraus ging das Hambacher Fest, auf dem sich zwar Oppositionelle aller Bevölkerungsschichten trafen, aber sich nicht zu einem gemeinsamen Handeln gegen die herrschende Klasse einigen konnten. Deutlich wurde dies im schlecht organisierten und deshalb schnell niedergeschlagenen Frankfurter Wachensturm. Eine Einigung auf breiter Ebene konnte insbesondere deshalb nicht erzielt werden, da das liberale Bürgertum sich immer wieder mit kleinen Zugeständnissen und Versprechungen des Adels abspeisen ließ. Dies war aber für die arme und hungerleidende hessische Landbevölkerung nutzlos, die zwar durch gelegentliche Proteste auf sich aufmerksam machte, die aber, wie beim Blutbad von Södel im Jahre 1830, gewaltsam niedergeschlagen wurden.
Deshalb wurden die Bauern im Landboten aufgefordert, eine Revolution sowohl gegen die herrschende als auch gegen die besitzende Klasse zu führen. Laut Büchner kann „nur das notwendige Bedürfnis der großen Masse Umänderungen herbeiführen“. In späteren Schriften drückt sich Büchner noch deutlicher, vielleicht resignierter aus, so verleiht er beispielsweise in einem Brief an Gutzkow seinem Glauben Ausdruck, dass das Volk nicht durch Idealismus zur Revolution zu bewegen ist: „Und die große Klasse selbst? Für die gibt es nur zwei Hebel, materielles Elend und religiöser Fanatismus.“ Auch ohne den religiösen Fanatismus bedienen sich Büchner und Weidig im Hessischen Landboten dieser beiden Hebel, um „die große Klasse“ für ihre Ziele zu gewinnen: Die Autoren führen den Bauern deren materielles Elend insbesondere im Kontrast zu „den Vornehmen“ vor Augen und liefern zugleich eine religiöse Rechtfertigung des angestrebten Aufstandes.
Der Hessische Landbote gilt als eines der wichtigsten Werke des Vormärz. Thomas Nipperdey bezeichnete sie als das erste große Manifest einer sozialen Revolution.